# R. J. W. Evans
Robert John Weston Evans (1943) es un historiador británico, que ha realizado estudios sobre la historia moderna y contemporánea de Centroeuropa.
Es autor de obras como Rudolf II and his world. A study in intellectual history, 1576-1612 (Clarendon Press, 1973), sobre Rodolfo II del Sacro Imperio Romano Germánico, The Making of the Habsburg Monarchy 1550-1700 (Clarendon Press, 1979), Great Britain and East-Central Europe, 1908-48: A Study in Perceptions (King's College London, 2002) o Austria, Hungary, and the Habsburgs: Essays on Central Europe, c.1683-1867 (Oxford University Press, 2006), entre otras.